# ㅅ
ㅅ(시옷)은, 한글의 자음 중 일곱 번째 글자이다.
초성에서 쓰이는 ㅅ은 소릿값이  무성 치경 마찰음(/s⁽ʰ⁾/)이지만, 종성에서 쓰이는 ㅅ은 소릿값이 종성 ㄷ과 같은 치경 불파음(/t ̚ /)이다. 다른 평음과는 달리 단어 중간에서 유성음이 되지 않는다. 홀소리 ㅣ와 반모음 j 앞에서는 무성 치경구개 마찰음(/ɕ/)으로 소리가 난다.
훈민정음에 따르면 ㅅ은 잇소리를 나타내며, 이의 모습을 본따서 만들어졌다. 중세 한국어에서는 [ s ̚ ]으로 발음되었던 것으로 추정된다.

## 코드값
| 종류                  | 종류           | 글자 | 유니코드 | HTML     |
| --------------------- | -------------- | ---- | -------- | -------- |
| 한글 호환 자모        | 한글 호환 자모 | ㅅ   | U+3137   | &#12599; |
| 한글 자모 영역        | 첫소리         | ᄉᅠ   | U+1109   | &#4361;  |
| 한글 자모 영역        | 끝소리         | ᅟᅠᆺ   | U+11BA   | &#4538;  |
| 한양 사용자 정의 영역 | 첫소리         |   | U+F7C2   | &#63426; |
| 한양 사용자 정의 영역 | 끝소리         |   | U+F8C6   | &#63686; |
| 반각                  | 반각           | ﾵ    | U+FFB5   | &#65461; |

## 같이 보기
- ㅆ
- ㅿ
- ㄱㅅ
- 한글